# Kempes
Everton Kempes dos Santos Gonçalves nazywany Kempes (ur. 3 sierpnia 1982 w Carpinie, zm. 28 listopada 2016 w La Unión) – brazylijski piłkarz występujący na pozycji napastnika.

## Kariera
Kempes karierę rozpoczynał w 2001 roku w zespole Canto do Rio. Następnie grał w Nacionalu de Muriaé, a w 2004 roku przeszedł do drużyny Paraná Clube. Spędził tam sezon 2004 w trakcie, którego rozegrał 1 spotkanie w Campeonato Brasileiro Série A. W kolejnych latach występował w niższych ligach w takich zespołach jak Vitória FC, Sertãozinho FC, 15 de Novembro, Ceará SC oraz SER Caxias do Sul.
W 2008 roku Kempes wrócił do Série A, zostając zawodnikiem Ipatingi. Po sezonie 2008 odszedł do trzecioligowej Criciúmy. W trakcie sezonu 2009 przeniósł się jednak do drugoligowej Portuguesy. Z tego klubu był wypożyczany do EC Novo Hamburgo z ligi stanowej Gaucho, Ceary (Série A), Amériki FC (MG) (Série A) oraz do japońskiego Cerezo Osaka. W J1 League zadebiutował 10 marca 2012 w zremisowanym 0:0 meczu z Saganem Tosu. W Cerezo Kempes spędził sezon 2012.
Następnie wrócił do Portuguesy, a w 2013 roku przeszedł do japońskiego JEF United Chiba z J2 League. W 2015 roku wrócił do Brazylii, gdzie grał w pierwszoligowych drużynach Joinville EC oraz Chapecoense. Swoje ostatnie oficjalne spotkanie przed śmiercią rozegrał 27 listopada 2016 w ramach rozgrywek Campeonato Brasileiro Série A przeciwko SE Palmeiras (0:1).

## Śmierć
28 listopada 2016 Kempes zginął w katastrofie samolotu LaMia Airlines 2933.